# Johann Baptist Czjzek
Johann Baptist Anton Karl Cžjžek, tschechisch Jan Křtitel Cžižek (* 25. Mai 1806 in  Groß-Girna, Böhmen; † 17. Juli 1855 in Atzgersdorf) war ein österreichischer Geologe.

## Leben
Nach Besuch der Gymnasien in Leitomischl, Prag und Wien trat Czjzek 1825 als Praktikant ins Bergfach ein. Ein Stipendium ermöglichte ihm ab 1826 das Studium an der Bergakademie Schemnitz. Nach dessen Abschluss erhielt er 1829 eine Anstellung als Akzessist bei der Bergakademie in Příbram in Böhmen. Seit 1835 arbeitete er bei der Münz- und Bergwesens-Hofbuchhaltung in Wien, wo er den Geologen Wilhelm von Haidinger kennenlernte.
Czjzek trat der von Haidinger gegründeten Gesellschaft von Freunden der Naturwissenschaften bei. Er wirkte bei der geologischen Kartographie der nördlichen Alpen und des Landes Böhmen mit und wurde der Verfasser der ersten geologischen Karte von Böhmen.
Johann Baptist Czjzek erlangte durch seine Arbeiten Anerkennung. Mit der Errichtung der Geologischen Reichsanstalt in Wien erhielt Czjzek den Rang des Zweiten Geologen und den Titel k.k. wirklicher Bergrath. Er veröffentlichte geologische Beiträge im Jahrbuch der Geologischen Reichsanstalt in Band 2 (1850), Band 3 (1851) und Band 5 (1853). Während einer seiner Exkursionen erkrankte Czjzek schwer und starb an den Folgen im Alter von 49 Jahren. Er ist der Vater des Industriellen  Johann Czjzek von Smidaich und Onkel des Porzellanfabrikanten und Industriellen  Georg Haas von Hasenfels.

## Publikationen
- Beiträge zur Kenntniß der fossilen Foraminiferen des Wiener Beckens. 1846.
- Geognostische Karte der Umgebung Wiens mit Erläuterungen. 1847.
- Geologische Karte der Umgebungen von Krems. 1849.
- Alois Hawliczeck unter Mitwirkung von Johann Cžjžek: Trigonometrische Höhenbestimmungen in dem k. k. Kronlande Schlesien. In: Jahrbuch der kaiserlich-königlichen geologischen Reichsanstalt. 1. Jahrgang, Nr. 1, Wien 1850, S. 77–92 (zobodat.at [PDF; 1,4 MB]).